# La matrigna
La matrigna (The Stepmother) è un film del 1972 diretto da Howard Avedis.